# Гилленшмидт, Яков Фёдорович
Яков Фёдорович фон Гилленшмидт (21 октября 1870 — апрель 1918) — русский военачальник, генерал-лейтенант.

## Биография
Православный. Из дворян Вологодской губернии. Сын действительного статского советника Федора Григорьевича Гилленшмидта.
По окончании Пажеского корпуса в 1890 году, произведен был из камер-пажей в подпоручики 1-й конно-артиллерийской батареи с прикомандированием к Гвардейской конно-артиллерийской бригаде. В следующем году был переведен в бригаду с тем же чином. Поручик (1894). С 1895 года состоял адъютантом 1-го дивизиона Гвардейской конно-артиллерийской бригады, с 1898 года — адъютант бригады, штабс-капитан. Капитан (1902).
6 апреля 1903 года за отличие по службе произведен в полковники, с назначением командиром 1-й батареи Гвардейской конно-артиллерийской бригады, каковую должность занимал до 26 марта 1904 года.
В должности командира дивизиона Терско-Кубанского конного полка в составе вновь сформированной Кавказской конной бригады, участвовал в русско-японской войне. Удостоен ордена Св. Георгия 4-й степени
За отличие в деле против японцев 9 февраля 1905 года, при взрыве моста у Хайчена.
14 января 1906 года назначен командиром Кавказского запасного кавалерийского дивизиона, а 7 июля того же года — командиром 44-го Нижегородского драгунского полка. 21 мая 1912 года за отличие по службе произведен в генерал-майоры, с назначением командиром 1-й бригады Кавказской кавалерийской дивизии. 8 июня 1912 года назначен командиром лейб-гвардии Кирасирского Его Величества полка. 6 мая 1913 года зачислен в Свиту.
25 марта 1914 года назначен командиром лейб-гвардии Конной артиллерии, с которой вступил в Первую мировую войну. 29 сентября 1914 года назначен командующим 3-й Донской казачьей дивизией, а 11 октября того же года — командующим 2-й гвардейской кавалерийской дивизией. В декабре 1914 года во время боев в Петроковской губернии командовал крупной кавалерийской группой, в состав которой вошли 1-я и 2-я гвардейские кавалерийские дивизии, Уральская казачья дивизия и Забайкальская казачья бригада. 13 мая 1915 года назначен командующим 4-м кавалерийским корпусом, активно действовал в Ровенской операции. 7 мая 1916 года произведен в генерал-лейтенанты (старшинство с 8 октября 1915 года)  с утверждением в должности. Будучи введен в прорыв у Костюхновки, 4-й Кавалерийский корпус за 23 - 24 июня 1916 г. захватил 1600 пленных солдат и офицеров противника, 15 орудий, 8 пулеметов, 39 зарядных ящиков и массу военного имущества.
В конце 1917 года вывел свой корпус на Дон и перевел штаб в Ростов-на-Дону. В январе 1918 года сдал командование А. П. Богаевскому и вступил в Добровольческую армию. Участвовал в 1-м Кубанском походе. В апреле 1918 года при отступлении армии от Екатеринодара покинул её с небольшим отрядом, в колонии Гначбау попал в окружение и при попытке прорыва был убит в бою.

## Награды
- Орден Святого Станислава 3-й ст. (1897)
- Орден Святой Анны 3-й ст. (ВП 1.01.1901)
- Орден Святого Станислава 2-й ст. с мечами (ВП 19.03.1905)
- Орден Святого Владимира 3-й ст. с мечами (ВП 9.09.1905)
- Орден Святого Владимира 4-й ст. с мечами и бантом (ВП 15.12.1905)
- Орден Святой Анны 2-й ст. с мечами (ВП 12.02.1906)
- Орден Святого Георгия 4-й ст. (ВП 29.03.1906)
- мечи и бант к ордену Св. Анны 3-й ст. (ВП 9.04.1906)
- Золотое оружие «За храбрость» (ВП 7.10.1906)
- Орден Святой Анны 1-й ст. с мечами (ВП 19.02.1915)
- Орден Святого Станислава 1-й ст. с мечами (ВП 19.02.1915)
- Орден Святого Владимира 2-й ст. с мечами (ВП 26.05.1915)